# Jerzy Konikowski
Jerzy Konikowski (Bytom, 1947. január 24. –) lengyel-német sakkjátékos és szerző. 1978 és 1981 közt a lengyel szövetség edzője volt. 1981-ben költözött az NSZK-ba, a Dortmundi Egyetemen vállalt munkát vegyészként. Sok ifjú tehetséget edzett, mint például Arkadij Naiditschet.